# 茨城空港アクセス道路
茨城空港アクセス道路（いばらきくうこうアクセスどうろ）は、常磐自動車道石岡小美玉スマートインターチェンジと茨城空港をほぼ直線で結ぶ幹線道路である。

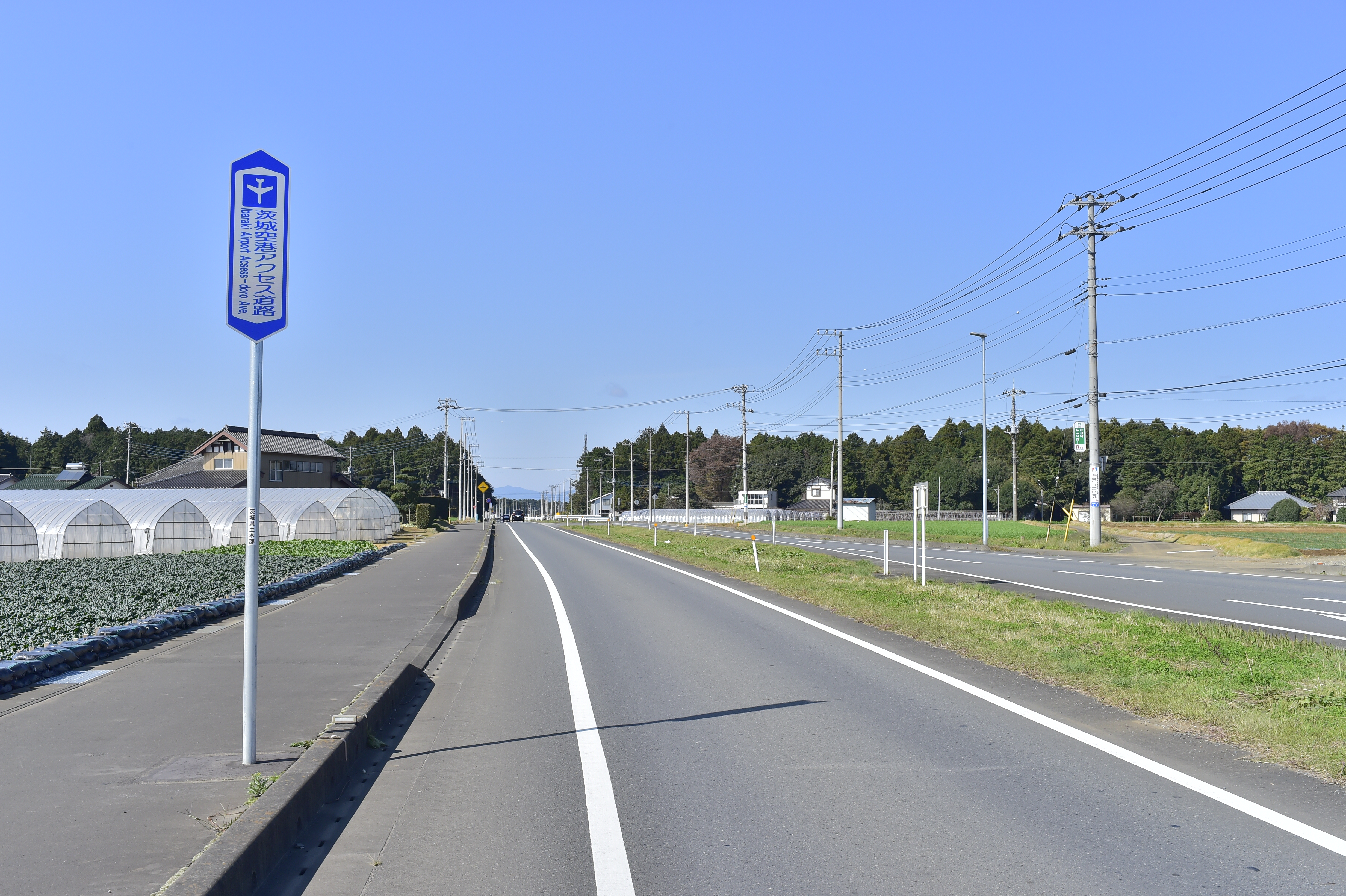
茨城空港アクセス道路（2021年11月、小美玉市山野にて）

## 概要
2010年（平成22年）の茨城空港開港の際に供用された3 kmの区間と、2015年度に事業化された9.6 kmの区間の合計12.6 kmから成る道路。
茨城空港へのアクセス性を向上させることを目的に、茨城県と小美玉市が整備を進めてきた。茨城空港アクセス道路を利用すると、首都圏から茨城空港までの所要時間が約30分短縮される。

## 歴史
2015年（平成27年） - 整備を開始。
2020年（令和2年）8月26日 - 小美玉市道小103号線・県道玉里水戸線間開通。
2021年（令和3年）6月16日 - 全線開通。

## 影響
- 茨城空港へのアクセス性の向上[2]
- 首都圏から茨城空港の利用促進[2][3]
- 周辺地域の振興・活性化[2]
- 防災拠点となる茨城空港への物流機能強化（災害時）[2]